# Романо Гвардіні
Романо Гвардіні (італ. Romano Guardini; 17 лютого 1885, Верона — 1 жовтня 1968, Мюнхен) — німецький філософ і католицький богослов італійського походження.

## Біографія
У 1886 сім'я переселилася в Майнц. Вивчав хімію, потім економіку, вибрав богослов'я. Вивчав богослов'я у Фрайбурзькому університеті. Прийняв священничий сан в 1910 році, захистив магістерську дисертацію з богослов'я Бонавентури (1915).
Лідер руху католицької молоді, впливовий суспільно-релігійний діяч епохи. Приват-доцент в Бонні (1921), ординарний професор філософії релігії в Берліні (1923). Був відсторонений нацистами від викладання, позбавлений професорського звання (1939). Повернувся в університет в 1945 році, викладав у Тюбінгені (1946) і в Мюнхені (1949), пішов у відставку в 1962 році. До кінця днів брав активну участь в житті церкви.
У грудні 2017 року розпочався процес його беатифікації.